# Tito & Tarantula
Tito & Tarantula – amerykańska grupa muzyczna, grająca rocka latynoskiego z elementami hard rocka, powstała z inicjatywy muzyka i aktora – Tito Larrivy w Hollywood w roku 1992. Grupa zasłynęła m.in. z występu w filmie Roberta Rodrigueza pt. „Od zmierzchu do świtu”, jako kapela grająca w barze „Titty Twister”.

## Dyskografia

### Albumy studyjne
| Tytuł                                 | Rok  |
| ------------------------------------- | ---- |
| Tarantism                             | 1997 |
| Hungry Sally & Other Killer Lullabies | 1999 |
| Little Bitch                          | 2000 |
| Andalucia                             | 2002 |
| Back into the Darkness                | 2008 |
| Lost Tarantism                        | 2015 |
| 8 Arms to Hold You                    | 2019 |

### Wideoklipy
- „Back to the House that Love Built” – Tarantism (1995)
- „After Dark” – Tarantism (1996)
- „Slow Dream” – Hungry Sally & Other Killer Lullabies (1999)
- „Forever Forgotten & Unforgiven” – Little Bitch (2000)
- „California Girl” – Andalucia (2002)
- „Texas Roadhouse Live presents Tito and Tarantula live at the Continental Club” (2009)

## Skład zespołu

### Członkowie obecni
- Tito Larriva – śpiew, gitara rytmiczna (od 1992)
- Steven Hufsteter – gitara prowadząca, śpiew (od 2002)
- Caroline „Lucy LaLoca” Rippy – gitara basowa, śpiew (od 2007)
- Alfredo Ortiz – perkusja (2005, od 2008)

### Byli członkowie
- Peter Atanasoff – gitara prowadząca, śpiew (1992–2006)
- Jennifer Condos – gitara basowa, śpiew (1993–1999)
- Lyn Bertles – skrzypce, mandolina, harmonijka, gitara, śpiew (1993–1998)
- Andrea Figueroa – skrzypce, mandolina, flet, gitara, śpiew (1999–2000)
- Marcus Praed – pianino, śpiew, gitara basowa, gitara (2000-200?)
- Johnny „Vatos” Hernandez – perkusja, śpiew (1997–2001)
- Nick Vincent – perkusja, śpiew (1992–1998)
- Adrian Esparza – gitara, śpiew (1992)
- Richard Edsen – perkusja (1992–1994)
- Tony Marsico – gitara basowa (1992)
- Debra Dobkin – perkusja (1995–1997)
- Petra Haden – skrzypce, mandolina, harmonijka, gitara (1998)
- Io Perry – gitara basowa, śpiew
- Abbie Travis – gitara basowa
- Achim Farber – perkusja
- Dominique Davalos – gitara basowa, śpiew
- Rafael Gayol – perkusja